# نادي ألبيون
نادي ألبيون هو نادي يقع في مونتيفيديو يلعب حاليًا في الدوري الأوروغواياني الممتاز، وهو أعلى قسم في نظام دوري أوروغواي لكرة القدم. تأسس عام 1891، وهو أقدم نادي كرة قدم في أوروغواي. يعتبر أقدم نادي كرة قدم في أورغواي لأن مؤسسات أخرى مثل نادي مونتيفيديو للتجديف ونادي مونتيفيديو للكريكيت قد تم تأسيسها من قبل لكنها لم تكن مخصصة لهذه الرياضة على وجه التحديد.
في يوليو 2018، أصبح ألبيون عضوًا في نادي الرواد، وهو اتحاد عالمي يضم أقدم أندية كرة القدم في العالم، باعتباره «أقدم نادي كرة قدم نشط في أوروجواي».
عاد النادي إلى الدوري الممتاز بفوزه ببطولة الدوري الأوروغواياني لعام 2021، وهي أول ترقية له إلى الدرجة الأولى منذ عام 1908.

## تاريخه

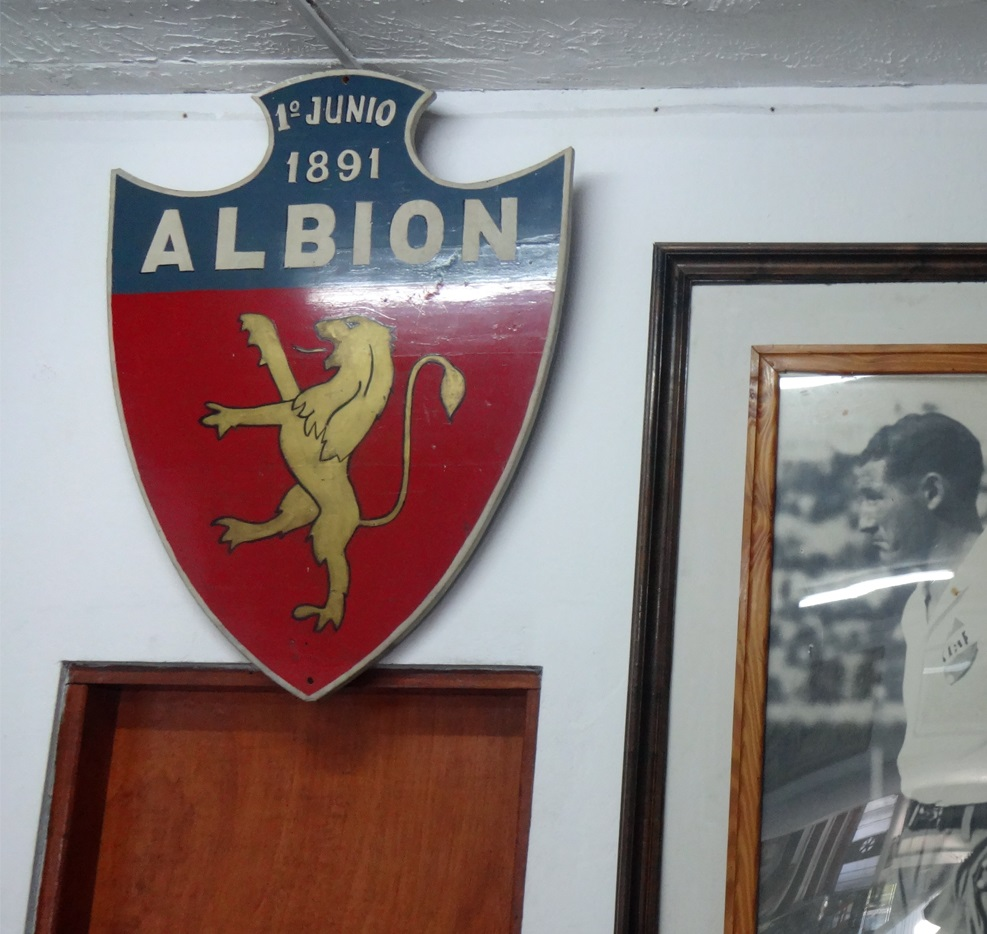
المقر الرئيسي لنادي ألبيون في مونتيفيديو.

### التأسيس
تأسس ألبيون في 1 يونيو 1891 باسم «اتحاد كرة القدم» من قبل طلاب المدرسة الثانوية الإنجليزية، بتشجيع أساسي من هنري ليشتنبرغر، تلميذ ويليام ليزلي بول البالغ من العمر 18 عامًا، والذي يعتبر «أب» كرة القدم في أوروجواي. خلال السنوات الأولى من وجوده، رفض النادي قبول لاعبين من غير المواطنين على الرغم من أن معظم لاعبي كرة القدم كانوا منحدرين من بريطانيا العظمى ولكنهم ولدوا في الأوروغواي. كان الزي الأول عبارة عن قميص أبيض عليه نجمة حمراء على صدره.

### تطوره
كانت المباراة الأولى لاتحاد كرة القدم في 2 أغسطس 1891 ضد نادي مونتيفيديو للكريكيت، حيث هُزمت 3-1. في المباراة الثانية أمام نفس المنافس، خسر الاتحاد الإنجليزي مرة أخرى، وهذه المرة 6-0. في 21 سبتمبر 1891، غيّر النادي اسمه إلى «نادي ألبيون» تكريماً للبلد الذي تُلعب فيه كرة القدم لأول مرة، لذا كان «أليبون» هو الاسم الذي تستخدمه اللغة الإغريقية s للإشارة إلى بريطانيا العظمى. تم تعديل الزي بعد ذلك، ونتيجة لذلك اعتمد النادي قميصًا أزرق مع ياقة بيضاء.
زادت شعبية كرة القدم بين سكان أوروجواي بين عامي 1892 و 1895. في عام 1892 كان هناك أربعة أندية تمارس كرة القدم: مونتيفيديو كريكيت، مونتيفيديو تجديف، سنترال أوروجواي ريل كريكيت كلوب (المعروف غالبًا باسم "CURCC") وألبيون. كان مونتيفيديو سي سي الأنجح منهم، حيث أنهى دون هزيمة مع بعض النتائج الرائعة مثل الفوز 8-0 على CURCC والفوز 10-0 على ألبيون.
في 21 مارس 1895، اقترح Lichtenberger نفسه تعديل القواعد للسماح للاعبين الأجانب باللعب في Albion. تم إدخال تغييرات أخرى مثل استبدال القميص، لذلك تم اعتماد اللونين الأحمر والأزرق كتكريم لعلم بريطانيا العظمى. في الوقت نفسه، ترك مونتيفيديو للكريكيت والتجديف مونتيفيديو ممارسة كرة القدم، على الأقل في المستويات التنافسية للتركيز على الأنشطة الأخرى.

## الألوان

### الزي الرسمي

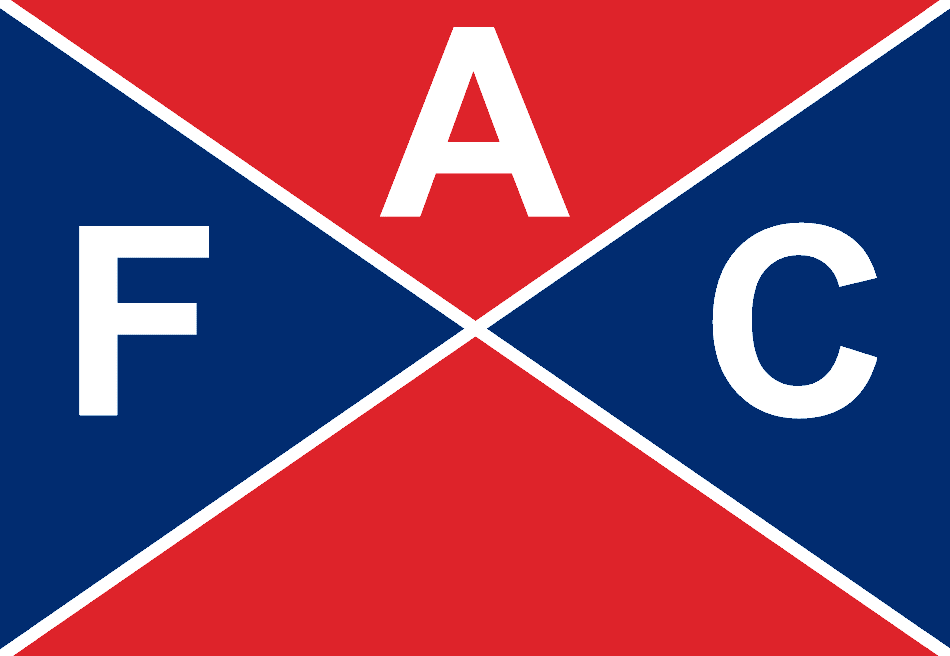
العلم الرسمي

| 1891 | 1891-95 | 1895-present |